# サウンドボックス
株式会社サウンドボックス (SOUND BOX) は、映画やアニメーションなどの音響効果制作を主な業務とする日本の企業。当初は有限会社として設立されたが、現在は株式会社へ改組。

## 概要
にっかつ映画や大映ドラマなどの音響効果業務を手掛ける東洋音響効果グループを母体とし、同グループで主にアニメーションなどを多く担当していた倉橋静男、柴崎憲治が中心となって1988年（昭和63年）に設立。多数のアニメーション制作会社の作品を手掛け、三間雅文、本田保則、明田川仁、若林和弘、小林克良、亀山俊樹、木村絵理子などの音響監督と組む事が多い。
生音を使った音作りや5.1ch環境での効果制作を行っており、東洋音響時代から実写作品も多く手がける。1990年代には本編映像の他、劇場映画や東映Vシネマなどの予告編の効果も手掛けている。

## 所属スタッフ
- 倉橋静男（日活撮影所 → 日活効果 → 東洋音響効果グループ → ）
- 武藤晶子
- 長谷川卓也
- 中野勝博
- 小山健二（スワラ・プロ → テクノサウンド → ）
- 三井友和（テクノサウンド → ）
- 緒方康恭
- 山谷尚人
- 西佐知子
- 小川大貴

## 元所属スタッフ
- 柴崎憲治（東洋音響効果グループ → サウンドボックス → アルカブース）
- 高橋渉
- 丹雄二（東洋音響効果グループ → 東洋音響 → サウンドボックス → フリーランス）
- 浅利公治
- 小山秀雄（→ アルカブース）
- 前田拓郎
- 渡辺雅文
- 遠藤加奈子
- 米原想（→ フリーランス?）
- 小澤奈津江（→ フリーランス）
- 倉橋裕宗（→ オトナリウム）

## 担当作品

### 所属中

#### 武藤 晶子
- 戦争童話
- 星界の紋章 ※倉橋静男と共同担当
- ジャングルはいつもハレのちグゥ（TX）
- 学校の怪談（CX）
- こげぱん
- ぱにょぱにょデ・ジ・キャラット（ANIMAX）
- ぴたテン（TVO-TXN）
- デジガールPOP!
- エイケン エイケンヴより愛をこめて ※倉橋静男と共同担当
- 成恵の世界
- おじゃる丸（NHK）※第10シリーズから
- 東京ミュウミュウ（TVA-TXN）
- パルムの樹（効果助手）
- 探偵学園Q（TBS）
- g@me.（効果助手）
- Wind -a breath of heart-（OVA版） ※TV版はスワラ・プロが担当
- Happy World!
- ニニンがシノブ伝
- フタコイ オルタナティブ
- True Love Story Summer Days, and yet...
- 撲殺天使ドクロちゃんシリーズ
- 蒼い海のトリスティア
- ぷぎゅる
- 姑獲鳥の夏（効果助手）
- BLEACH（TX）（劇場版も含む）
- ピーチガール
- ディノブレイカー ※倉橋静男と共同担当
- 星界の戦旗III
- 大魔法峠
- ノエイン もうひとりの君へ
- 銀魂シリーズ（TX）
- 劇場版 銀魂 新訳紅桜篇
- 劇場版 銀魂 完結篇 万事屋よ永遠なれ
- 結界師（ytv-NNS）
- 最後のドアを閉めろ!
- HIGHLANDER ハイランダー 〜ディレクターズカット版〜（効果助手）
- 河童のクゥと夏休み（効果助手）
- 鉄腕バーディー DECODEシリーズ
- レイトン教授と永遠の歌姫 ※倉橋静男、長谷川卓也、三井友和、緒方康恭、西佐知子、山谷尚人と共同担当
- 迷い猫オーバーラン! ※第4話のみ担当
- カラフル（効果助手）
- 夢喰いメリー（TBS）
- 劇場版 戦国BASARA -The Last Party- ※山谷尚人、緒方康恭、小山健二、三井友和と共同担当
- 鋼の錬金術師 嘆きの丘の聖なる星（効果助手）
- ルパン三世 血の刻印 〜永遠のMermaid〜 ※倉橋静男、山谷尚人、長谷川卓也、緒方康恭と共同担当
- コードギアス 亡国のアキト
- 映画かいけつゾロリ だ・だ・だ・だいぼうけん!（効果助手）
- 映画かいけつゾロリ まもるぜ!きょうりゅうのたまご※小山健二と共同担当
- 劇場版 とある魔術の禁書目録 -エンデュミオンの奇蹟- ※長谷川卓也、中野勝博、倉橋裕宗と共同担当
- ひぐらしのなく頃に拡 〜アウトブレイク〜
- とある飛空士への恋歌
- 東京喰種トーキョーグールシリーズ（MX）
- 逆転裁判 〜その「真実」、異議あり!〜（ytv-NNS）
- こちら葛飾区亀有公園前派出所（CX）（こちら葛飾区亀有公園前派出所 THE FINAL 両津勘吉 最後の日・FNS27時間テレビ にほんのれきし内短編アニメ）※2008年のTVSPまでは新井秀徳が担当
- 将国のアルタイル（MBS-JNN）
- Bloodivores
- 鬼平（効果助手）
- GRANBLUE FANTASY The Animation
- 迷宮ブラックカンパニー
- おでかけ子ザメ
- ばいばい、アース（WOWOW）
- ウマ娘 シンデレラグレイ（JNN）
- 映画 おでかけ子ザメ とかいのおともだち
- 強くてニューサーガ（ABC）

#### 長谷川 卓也
音響監督の本田保則や蝦名恭範と組むことが多い。
- カウボーイビバップ 天国の扉（効果アシスタント）
- 最終兵器彼女（テレビアニメ・OVA）（CBC） ※OVA版は倉橋静男と共同担当
- 東京アンダーグラウンド（TX）
- 千年女優（効果助手）
- Piaキャロットへようこそ!! -さやかの恋物語-
- ガングレイヴ
- NARUTO -ナルト-（TX）（劇場版も含む）
- 魔法少女隊アルス（NHK）
- MONSTER（NTV）
- 最遊記RELOADシリーズ（TX） ※OVA『burial』は第1話・第3話担当、第2話はサウンドボックス名義。
- 闘牌伝説アカギ 〜闇に舞い降りた天才〜
- 鍵姫物語 永久アリス輪舞曲
- ひぐらしのなく頃に ※第5話以降は三井友和と共同担当
- BLACK LAGOON シリーズ
- ゴーストハント
- TOKYO TRIBE2
- CLAYMORE
- ひぐらしのなく頃に解 ※第3話以降は倉橋静男と共同担当
- Myself ; Yourself
- 逆境無頼カイジ シリーズ
- 秘密 〜The Revelation〜
- 狂乱家族日記 ※第19・20話は中野勝博と共同担当
- 快盗天使ツインエンジェル（OVA版）
- とある魔術の禁書目録 シリーズ
- ONE OUTS -ワンナウツ-
- よくわかる現代魔法
- WHITE ALBUM（後半） ※倉橋静男と共同担当
- レイトン教授と永遠の歌姫 ※倉橋静男、武藤晶子、三井友和、緒方康恭、西佐知子、山谷尚人と共同担当
- RAINBOW-二舎六房の七人- ※倉橋静男と共同担当
- 劇場版 マクロスF 恋離飛翼 〜サヨナラノツバサ〜（効果助手）
- 最遊記外伝
- 星空へ架かる橋 ※第6話以降担当
- 好きっていいなよ。（ドラマCD版）
- ルパン三世 血の刻印 〜永遠のMermaid〜 ※倉橋静男、山谷尚人、武藤晶子、緒方康恭と共同担当
- チベット犬物語 〜金色のドージェ〜 ※倉橋裕宗、山谷尚人、西佐知子と共同担当
- ひぐらしのなく頃に煌 ※第4話担当
- マジック・ツリーハウス（効果助手）
- NARUTO -ナルト- SD ロック・リーの青春フルパワー忍伝
- BTOOOM!
- 劇場版 とある魔術の禁書目録 -エンデュミオンの奇蹟- ※武藤晶子、中野勝博、倉橋裕宗と共同担当
- アイアンマン：ライズ・オブ・テクノヴォア（効果助手）
- ハル ※山谷尚人、緒方康恭と共同担当
- ルパン三世 princess of the breeze 〜隠された空中都市〜 ※倉橋静男、山谷尚人、西佐和子、中野勝博と共同担当
- 世界征服〜謀略のズヴィズダー〜
- アルドノア・ゼロ ※第1話から第10話担当
- M3〜ソノ黒キ鋼〜
- 曇天に笑う
- ガンスリンガー ストラトス
- ヤング ブラック・ジャック
- Dimension W
- 田中くんはいつもけだるげ
- クオリディア・コード
- 91Days
- Fate/Grand Order -First Order- ※山谷尚人、緒方康恭と共同担当
- 3月のライオン
- NARUTO -ナルト- 疾風伝（TX）
- 夜明け告げるルーのうた
- 最遊記RELOAD BLAST
- BORUTO-ボルト- -NARUTO NEXT GENERATIONS-（TX）
- 七つの大罪 黙示録の四騎士 (TBS)
- らんま1/2　2024年版（NTV）
- 空色ユーティリティ（MX）
- 瑠璃の宝石（AT-X）
- カッコウの許嫁 Season2（MX） ※小川大貴と共同担当

#### 小山 健二
音響監督の三間雅文と組むことが多い。
- 頭文字D シリーズ ※『Fourth Stage』第18話まではテクノサウンド所属時に担当。
- はじめの一歩 シリーズ ※『New Challenger』以外はテクノサウンド所属時に担当。
- ポケットモンスター※第252話-259話のみ担当。
- ポケットモンスター アドバンスジェネレーション ※第105話-107話のみ担当。
- ポケットモンスター ベストウイッシュ ※第66話・68話のみ担当。
- 劇場版ポケットモンスター アドバンスジェネレーション 裂空の訪問者 デオキシス ※神保大介、倉橋静男と共同担当
- たまごっち! シリーズ（TX）
- かいけつゾロリ（NBN-ANN）
- まじめにふまじめ かいけつゾロリ（NBN-ANN）
- まじめにふまじめ かいけつゾロリ なぞのお宝大さくせん
- 映画かいけつゾロリ だ・だ･だいぼうけん!※倉橋静男と共同担当
- 映画かいけつゾロリ まもるぜ!きょうりゅうのたまご※武藤晶子と共同担当
- 舞-乙HiME シリーズ
- ザ・サード 〜蒼い瞳の少女〜
- BLACK BLOOD BROTHERS
- 学園ヘヴン BOY'S LOVE HYPER!
- GR-GIANT ROBO-
- 天元突破グレンラガン（TX）
- 機神大戦ギガンティック・フォーミュラ
- 大江戸ロケット
- 湾岸ミッドナイト（効果助手）
- D.C.II 〜ダ・カーポII〜 シリーズ
- ロザリオとバンパイア シリーズ
- To LOVEる -とらぶる-（TV第1期・OVA）
- 鉄のラインバレル
- 青い花 ※第4話以降担当、中野勝博と共同担当
- うちの3姉妹 ※?話以降
- こばと。
- たまごっち!シリーズ（TX）
- ひめチェン!おとぎちっくアイドル リルぷりっ（TX）
- D.C.I&II P.S.P. RE-ANIMATED
- IS 〈インフィニット・ストラトス〉
- 劇場版 戦国BASARA -The Last Party- ※山谷尚人、緒方康恭、三井友和、武藤晶子と共同担当
- 鋼の錬金術師 嘆きの丘の聖なる星（効果助手）
- NO.6（効果助手）
- ひぐらしのなく頃に煌 ※第3話まで担当
- ちはやふるシリーズ
- 夏色キセキ
- ZETMAN
- 弱虫ペダルシリーズ（TX）
- うしおととら
- アイカツ!（TX）
- ばくおん!!
- ドリフェス!
- アイカツスターズ!（TX）
- MFゴースト（MX）
- メダリスト（ANN）
- ぬきたし THE ANIMATION（AT-X）

#### 三井 友和
- 妄想代理人（効果助手）
- マクロス ゼロ（効果助手）※第5話
- 涼風
- ぱにぽにだっしゅ!
- 劇場版 鋼の錬金術師 シャンバラを征く者（効果助手）
- 落語天女おゆい
- 砂沙美☆魔法少女クラブ シリーズ
- ひぐらしのなく頃に ※第5話以降担当、長谷川卓也と共同担当
- 人造昆虫カブトボーグ V×V
- 東京魔人學園剣風帖 龖 シリーズ
- ガラスの艦隊
- あゆまゆ劇場（ちゅらサウンドと共同）
- おおきく振りかぶって シリーズ
- タカネの自転車
- しゅごキャラ! シリーズ（TX）
- 天才? Dr.ハマックス
- 極上!!めちゃモテ委員長 セカンドコレクション（TX） ※第1期はアニメサウンドプロダクション
- もえがく★5
- イタズラなKiss
- 黒執事 シリーズ（MBS-JNN）
- RIDEBACK -ライドバック-
- 鋼の錬金術師 FULLMETAL ALCHEMIST（MBS-JNN）（効果助手）
- 交響詩篇エウレカセブン ポケットが虹でいっぱい（効果助手）
- 異世界の聖機師物語
- レイトン教授と永遠の歌姫 ※倉橋静男、武藤晶子、長谷川卓也、緒方康恭、西佐知子、山谷尚人と共同担当
- ウルヴァリン（効果助手）
- 劇場版 マクロスF 恋離飛翼 〜サヨナラノツバサ〜（効果助手）
- ダンボール戦機シリーズ（TX）
- まりあ†ほりっく あらいぶ
- 星空へ架かる橋 ※第5話まで担当
- 劇場版 戦国BASARA -The Last Party- ※山谷尚人、緒方康恭、小山健二、武藤晶子と共同担当
- 鋼の錬金術師 嘆きの丘の聖なる星（効果助手）
- 輪るピングドラム
- 劇場版ハートの国のアリス 〜Wonderful Wonder World〜
- アクエリオンEVOL（効果助手）
- 謎の彼女X
- エウレカセブンAO（効果助手） ※第11話から第22話担当
- はじめの一歩 Rising
- ソウルイーターノット!（効果助手）
- 非公認戦隊アキバレンジャー シーズン痛（BSA） ※第1話から第9話・第12話・第13話担当、倉橋静男と共同担当
- ユリ熊嵐
- アイドルマスター シンデレラガールズ
- 妖怪ウォッチ（TX）※2021版はスワラ・プロが担当
- パックワールド
- オーバーロード（AT-X）
- スタミュシリーズ
- 僕のヒーローアカデミア（MBS-JNN→ytv-NNS）（効果助手）
- クロムクロ（効果助手）
- ナイツ&マジック
- スキップとローファー（MX）
- SYNDUALITY Noir（TX）
- 逃げ上手の若君（MX）
- ホテル・インヒューマンズ（TX）

#### 緒方 康恭
音響監督（兼声優）の中嶋聡彦と組むことが多かった。
- よみがえる空 -RESCUE WINGS- ※第13話担当。第12話まではサウンドボックス名義。
- ケモノヅメ
- 劇場版 どうぶつの森 ※倉橋裕宗、山谷尚人、米原想、西佐知子、渡辺雅文と共同担当
- Devil May Cry（効果助手）
- シグルイ ※倉橋静男と共同担当
- 魔人探偵脳噛ネウロ（NTV）
- もっけ
- もえたん
- アリソンとリリア
- かのこん
- うちの3姉妹（TX）
- カオス;ヘッド -CHAOS;HEAD-
- ワールド・デストラクション 〜世界撲滅の六人〜
- テイルズ オブ ジ アビス（TVアニメ）（MX・MBS）
- WHITE ALBUM（前半） ※ 倉橋静男と共同担当
- 毎日かあさん（TX）
- 蒼天航路
- 少女ファイト
- レイトン教授と永遠の歌姫 ※倉橋静男、武藤晶子、長谷川卓也、三井友和、西佐知子、山谷尚人と共同担当
- ちゅーぶら!!
- “文学少女”シリーズ（劇場版・OVA・ドラマCD）
- 心霊探偵 八雲
- SUPERNATURAL: THE ANIMATION
- 劇場版 マクロスF 恋離飛翼 〜サヨナラノツバサ〜（効果助手）
- キズナ一撃（効果助手）
- X-MEN（効果助手）
- 劇場版 戦国BASARA -The Last Party- ※山谷尚人、小山健二、三井友和、武藤晶子と共同担当
- ブレイド（効果助手）
- ルパン三世 血の刻印 〜永遠のMermaid〜 ※倉橋静男、山谷尚人、長谷川卓也、武藤晶子と共同担当
- THE IDOLM@STER（TBS）
- 黒子のバスケシリーズ（MBS-UHF）
- しろくまカフェ（TX）
- マギシリーズ（MBS-JNN）
- THE IDOLM@STER SHINY FESTA ※アニメパート
- 頭文字D Fifth Stage（ANIMAX）（効果助手）
- アイアンマン：ライズ・オブ・テクノヴォア（効果助手）
- 波打際のむろみさん（MX・MBS）
- ハル ※山谷尚人、長谷川卓也と共同担当
- 非公認戦隊アキバレンジャー シーズン痛（BSA） ※第10話・第11話担当、倉橋静男と共同担当
- IS 〈インフィニット・ストラトス〉2
- 神々の悪戯
- 美少女戦士セーラームーンCrystal（効果助手）
- ハイキュー!!シリーズ（MBS-JNN / 第2期を除く, MBS-UHF / 第2期のみ）
- 俺、ツインテールになります。
- 夜ノヤッターマン（MX・ytv）
- おそ松さん（TX）
- モブサイコ100（効果助手）
- Fate/Grand Order -First Order- ※山谷尚人、長谷川卓也と共同担当
- かみさまみならい ヒミツのここたま（TX）
- ボールルームへようこそ（MBS-UHF）
- キン肉マン 完璧超人始祖編（TBS）
- 片田舎のおっさん、剣聖になる（ANN）

#### 西 佐知子
- 劇場版 どうぶつの森 ※倉橋裕宗、山谷尚人、米原想、緒方康恭、渡辺雅文と共同担当
- ツバサ TOKYO REVELATIONS（効果助手）
- シナモン the Movie（効果助手）
- ねずみ物語 〜ジョージとジェラルドの冒険〜（効果助手）
- 機動戦士ガンダム00（MBS-JNN）（効果助手）※ファーストシーズン第14話以降、セカンドシーズン全話担当
- ザ・マジックアワー（効果助手）
- 亡念のザムド（効果助手）
- ミチコとハッチン（効果助手）
- ツバサ 春雷記（効果助手）
- ルパン三世VS名探偵コナン ※倉橋静男と共同担当
- ジャングル大帝 -勇気が未来をかえる- ※倉橋静男と共同担当
- ささめきこと
- DARKER THAN BLACK -流星の双子-（効果助手）
- レイトン教授と永遠の歌姫 ※倉橋静男、武藤晶子、長谷川卓也、三井友和、緒方康恭、山谷尚人と共同担当
- よなよなペンギン（効果助手）
- HEROMAN（TX）（効果助手）
- カラフル（効果助手）
- アイアンマン（効果助手）
- ロストクライム -閃光-（効果助手）
- STAR DRIVER 輝きのタクト（MBS-JNN）（効果助手）
- おまえうまそうだな（効果助手）※劇場版
- マルドゥック・スクランブル シリーズ（効果助手）
- GOSICK -ゴシック-（効果助手）
- トワノクオン（効果助手）
- 鋼の錬金術師 嘆きの丘の聖なる星（効果助手）
- とある飛空士への追憶 ※倉橋静男と共同担当
- UN-GO（効果助手）
- ステキな金縛り（効果助手）
- チベット犬物語 〜金色のドージェ〜 ※倉橋裕宗、長谷川卓也、山谷尚人と共同担当
- マジック・ツリーハウス（効果助手）
- BUTA ※倉橋静男と共同担当
- 坂道のアポロン（効果助手）
- 虹色ほたる 〜永遠の夏休み〜（効果助手）
- 絶園のテンペスト（効果助手）
- 伏 鉄砲娘の捕物帳 ※倉橋静男、山谷尚人と共同担当
- ルパン三世 東方見聞録 〜アナザーページ〜 ※倉橋静男、山谷尚人と共同担当
- スタードライバー THE MOVIE（効果助手）
- 恋旅〜True Tours Nanto
- アイアンマン：ライズ・オブ・テクノヴォア（効果助手）
- 革命機ヴァルヴレイヴシリーズ（MBS-JNN）（効果助手）
- ルパン三世 princess of the breeze 〜隠された空中都市〜 ※倉橋静男、山谷尚人、長谷川卓也、中野勝博と共同担当
- 棺姫のチャイカシリーズ（効果助手）
- キャプテン・アース（MBS-UHF）（効果助手）
- 残響のテロル（効果助手）
- SHOW BY ROCK!!シリーズ（効果助手）
- 赤髪の白雪姫シリーズ（効果助手）
- コンクリート・レボルティオ〜超人幻想〜シリーズ（効果助手）
- ルパン三世（効果助手）
- 文豪ストレイドッグス（効果助手）
- 捏造トラップ-NTR-
- バースデー・ワンダーランド ※倉橋静男と共同担当
- 婚約破棄された令嬢を拾った俺が、イケナイことを教え込む（MX）

### 元所属

#### 高橋 渉
- 水曜グランドロマン『熱中時代スペシャル 三年五組の叛乱』 ※ 倉橋静男と共同担当
- ドラマCD 姫ちゃんのリボンシリーズ
- CDブック ジョジョの奇妙な冒険

#### 丹雄二
- 火曜サスペンス劇場 地方記者・立花陽介
  - 3 釜石遠野通信局
  - 4 青梅奥多摩通信局
- オールナイトロング2

#### 小山 秀雄
- 時空探偵ゲンシクン（TX）
- セラフィムコール
- 課長王子（WOWOW）※第5話まではサウンドボックス名義
- アニメ愛のあわあわアワー
- 銀河英雄伝説OVA外伝第2期 ※倉橋静男と共同担当
- Sci-Fi HARRY
- ジーンシャフト
- 魔法戦士リウイ
- Z.O.E Dolores, i
- ぷにぷに☆ぽえみぃ

#### 渡邊 雅文
- のだめカンタービレ（CX） ※中野勝博と共同担当
- 全力ウサギ
- ソウルイーター（TX）（効果助手）
- 屍姫シリーズ（効果助手）
- ひぐらしのなく頃に礼 ※倉橋静男と共同担当
- テレビまんが 昭和物語 ※倉橋静男、山谷尚人と共同担当

#### 小澤 奈津江
- 劇場版 銀魂 完結篇 万事屋よ永遠なれ（効果助手）
- オレカバトル（TX）
- 実は私は

### サウンドボックス名義
- ゴリラ・警視庁捜査第8班 ※ 第37話のみ担当、クレジット上は東洋音響カモメ名義
- ガンバとカワウソの冒険
- プリンセスナイン 如月女子高野球部（NHK）
- KAIKANフレーズ
- 旋風の用心棒
- Get Ride! アムドライバー（TX）
- 銀牙伝説WEED
- よみがえる空 -RESCUE WINGS-
- そらのいろ、みずのいろ
- 少年陰陽師（効果協力） ※ 第7話・第10話のみ担当
- Master of Epic The Animation Age
- BUS GAMER
- エグザムライ
- たまごっちオリジナルアニメ
- 女子高生信長ちゃん!!
- 中間戦士 Mr.中